# División Intermedia 2011
El Torneo de la División Intermedia de Paraguay 2011 (Copa Tigo-Visión Banco, por motivos comerciales), del fútbol de la segunda categoría del fútbol paraguayo, denominado "Pablo Atilio Zacarías", en homenaje a quien fuera dirigente del Club Atlético Colegiales, fue la 94.ª edición de un campeonato de Segunda División y la 15.ª edición de la División Intermedia, desde la creación de la división en 1997, organizada por la Asociación Paraguaya de Fútbol (APF). Los clubes campeón y subcampeón del torneo ascendieron directamente a la Primera División. Comenzó el sábado 19 de marzo, y concluyó el sábado, 24 de septiembre.
Los clubes Cerro Porteño PF y Sportivo Carapeguá terminaron empatados en la primera posición con la misma cantidad de puntos, ascendiendo por primera vez en su historia a la Primera División. Para definir al campeón, se recurrieron a dos partidos de desempate. El primero, en la ciudad de Carapeguá, lo ganó el equipo de Cerro Porteño PF por el marcador de 1-2. El segundo partido se jugó en el Estadio Antonio Oddone Sarubbi, en Ciudad del Este, y terminó empatado sin goles, por lo que el Club Cerro Porteño PF se consagró campeón de la Intermedia por primera vez en su historia.

## Sistema de competición
El modo de disputa fue el de todos contra todos a partidos de ida y vuelta, es decir a dos rondas compuestas por trece jornadas cada una con localía recíproca. Se consagrárá campeón el club que sumó la mayor cantidad de puntos al cabo de las 26 fechas. Éste y el subcampeón ascenderán automáticamente a la Primera División, ocupando en la temporada siguiente el lugar de los equipos que finalizaron últimos en la tabla de promedios. En caso de producirse igualdad entre dos contendientes, se definirán sus posiciones en dos partidos extra. Si son más de dos, se resolverá según los siguientes parámetros:
1) saldo de goles;
2) mayor cantidad de goles marcados;
3) mayor cantidad de goles marcados en condición de visitante;
4) sorteo.

## Producto de la clasificación
- El torneo consagró al campeón número 15 en la historia de la División Intermedia.

- El campeón y subcampeón del torneo, obtuvieron directamente su ascenso a la Primera División de Paraguay.

- Los dos equipos con menores puntajes en el torneo, descendieron, a la Primera División B en caso de provenir del Departamento Central, o a la Primera División B Nacional en caso de ser del interior.[4]

## Ascensos y descensos
| Pos | Ascendidos a Primera División |
| --- | ----------------------------- |
| 1.º | General Caballero             |
| 2.º | Independiente CG              |

| Pos  | Descendido a Primera B Nacional |
| ---- | ------------------------------- |
| 11.º | 2 de Mayo                       |

| Pos  | Descendido a Primera B |
| ---- | ---------------------- |
| 12.º | Cerro Corá             |

| Pos  | Descendidos de Primera División |
| ---- | ------------------------------- |
| 11.º | Sport Colombia                  |
| 12.º | Sportivo Trinidense             |

| Pos | Ascendido de Primera B |
| --- | ---------------------- |
| 1.º | River Plate            |

| Pos | Ascendido del Nacional de Interligas |
| --- | ------------------------------------ |
| 1.º | Sportivo Carapeguá                   |

El General Caballero se consagró campeón en el Torneo de Intermedia 2010, por lo que ascendió directamente a Primera División. El Club Independiente CG logró el subcampeonato en el mismo torneo, por lo que logró el segundo ascenso a la Primera División.
Los clubes 2 de Mayo y Cerro Corá descendieron directamente, el primero a la Primera B Nacional, y el segundo a la Primera División B, luego de terminar en el penúltimo y último lugar respectivamente en el Torneo de Intermedia 2010.
El club River Plate, ascendió a la División Intermedia, luego de haberse consagrado campeón en la Primera División B. El Club Sportivo Carapeguá, logró su ascenso a la División Intermedia, luego de que la Liga Carapegüeña de Fútbol, se proclamó campeona del Torneo Pre-Intermedia del 2010.
Por último, los clubes Sport Colombia y Sportivo Trinidense descendieron de la Primera División, luego de terminar en penúltimo y último lugar respectivamente en la tabla de promedios.

## Equipos participantes
| Equipo              | Entrenador        | Fundación                | Ciudad              | Estadio                   | Capacidad |
| ------------------- | ----------------- | ------------------------ | ------------------- | ------------------------- | --------- |
| 12 de Octubre (I)   | Guillermo Giménez | 14 de agosto de 1914     | Itauguá             | Juan Canuto Pettengill    | 8.000     |
| Atlético Colegiales | Edgar Denis       | 7 de enero de 1977       | Asunción            | Luciano Zacarías          | 15.000    |
| Cerro Porteño PF    | Eduardo Rivera    | 10 de diciembre de 1967  | Presidente Franco   | Cerro Porteño             | 5.000     |
| Deportivo Caaguazú  | Silvino Pereira   | 16 de septiembre de 2008 | Caaguazú            | Federico Llamosas         | 7.000     |
| Deportivo Capiatá   | Juan Ñumbay       | 4 de septiembre de 2008  | Capiatá             | Deportivo Capiatá         | 4.000     |
| Deportivo Santaní   | Robert Gauto      | 27 de febrero de 2009    | San Estanislao      | Juan José Vázquez         | 4.000     |
| Fernando de la Mora | Daniel Sosa       | 25 de diciembre de 1925  | Asunción            | Emiliano Ghezzi           | 7.000     |
| General Díaz        | Humberto García   | 22 de septiembre de 1917 | Luque               | General Adrián Jara       | 3.500     |
| River Plate         | Mario Rivarola    | 15 de enero de 1911      | Asunción            | River Plate               | 5.000     |
| San Lorenzo         | Juan González     | 17 de abril de 1930      | San Lorenzo         | Ciudad Universitaria      | 4.000     |
| Sport Colombia      | Humberto Ovelar   | 1 de noviembre de 1924   | Fernando de la Mora | Alfonso Colmán            | 7.000     |
| Sportivo Carapeguá  | Pedro Fleitas     | 3 de septiembre de 2010  | Carapeguá           | Tte. 1.º Alcides González | 3.500     |
| Sportivo Iteño      | Hugo Ovelar       | 1 de julio de 1924       | Itá                 | Salvador Morga            | 4.000     |
| Sportivo Trinidense | Gabino Román      | 11 de agosto de 1935     | Asunción            | Martín Torres             | 3.000     |

| Escala Nacional                                     | Escala Central | |  |
| --------------------------------------------------- | --- | --- |  |
| º Cerro Porteño PF º Caaguazú º Santaní º Carapeguá | º Colegiales River Plate Sportivo Trinidense Fernando de la Mora º General Díaz º Sport Colombia º San Lorenzo º Sportivo Iteño º Capiatá º 12 de Octubre | De los catorce equipos participantes, cuatro equipos provienen del mero interior del país y de importantes ciudades de sus respectivos departamentos: Carapeguá, San Estanislao, Caaguazú y Presidente Franco. La gran mayoría de los equipos, diez en total, son pertenecientes a la Gran Asunción y el Departamento Central. Tres son de Asunción, en tanto que otros siete son provenientes de ciudades cercanas a esta: Itauguá, Capiatá, Itá, Luque, San Lorenzo, Fernando de la Mora y Lambaré. |  |

## Cambio de entrenadores
| Equipo              | Sustituido          | Salida      | Sustituto          | Designación |
| ------------------- | ------------------- | ----------- | ------------------ | ----------- |
| 12 de octubre (I)   | Jacinto Elizeche    | 21 de marzo | Estanislao Struway | 22 de marzo |
| Deportivo Caaguazú  | Aníbal Sosa         | 28 de marzo | Guillermo Giménez  | 6 de abril  |
| General Díaz        | Gustavo Sotelo      | 3 de abril  | Luis Escobar       | 7 de abril  |
| Sport Colombia      | Humberto García     | 13 de abril | Humberto Ovelar    | 13 de abril |
| Sportivo Trinidense | Alicio Solalinde    | 14 de abril | Gabino Román       | 15 de abril |
| Sportivo Carapeguá  | Eradio Espinoza     | 18 de abril | Pedro Fleitas      | 19 de abril |
| Deportivo Caaguazú  | Guillermo Giménez   | 24 de abril | Silvino Pereira    | 26 de abril |
| Deportivo Capiatá   | Mario Grana         | 25 de abril | Juan Ñumbay        | 27 de abril |
| San Lorenzo         | Blas Romero         | 1 de mayo   | Julio González     | 2 de mayo   |
| Atlético Colegiales | Miguel Mendoza      | 1 de mayo   | Edgar Denis        | 2 de mayo   |
| Geneal Díaz         | Luis Escobar        | 9 de mayo   | Humberto García    | 10 de mayo  |
| Fernando de la Mora | Máximo Rolón        | 17 de mayo  | Daniel Sosa        | 17 de mayo  |
| 12 de Octubre       | Estanislao Struway  | 22 de mayo  | Guillermo Giménez  | 23 de mayo  |
| Sportivo Iteño      | Victoriano Haiffuch | 2 de junio  | Hugo Ovelar        | 2 de junio  |

## Cobertura televisiva
La empresa productora de contenido audiovisual, Teledeportes Paraguay, perteneciente al multimedios argentino Grupo Clarín, es la acreedora exclusiva de los derechos de transmisión de los partidos del campeonato paraguayo de fútbol desde 1999. Emite en vivo un juego por jornada de la División Intermedia a través del canal por cable Unicanal de Cablevisión.

## Clasificación
Fuente
| Pos | Equipo              | Pts | PJ | G  | E  | P  | GF | GC | DIF |
| --- | ------------------- | --- | -- | -- | -- | -- | -- | -- | --- |
| 1º  | Cerro Porteño PF    | 45  | 26 | 13 | 6  | 7  | 41 | 26 | 15  |
| 2º  | Sportivo Carapeguá  | 45  | 26 | 13 | 6  | 7  | 40 | 28 | 12  |
| 3º  | Deportivo Capiatá   | 44  | 26 | 12 | 8  | 6  | 38 | 25 | 13  |
| 4º  | Deportivo Santaní   | 44  | 26 | 11 | 11 | 4  | 28 | 22 | 6   |
| 5º  | River Plate         | 37  | 26 | 9  | 10 | 7  | 31 | 35 | -4  |
| 6º  | General Díaz        | 36  | 26 | 9  | 9  | 8  | 30 | 28 | 2   |
| 7º  | Fernando de la Mora | 34  | 26 | 8  | 10 | 8  | 29 | 28 | 1   |
| 8º  | San Lorenzo         | 32  | 26 | 7  | 11 | 8  | 36 | 37 | -1  |
| 9º  | Atlético Colegiales | 30  | 26 | 6  | 12 | 8  | 22 | 29 | -7  |
| 10º | Sportivo Iteño      | 29  | 26 | 6  | 11 | 9  | 21 | 24 | -3  |
| 11ª | Sportivo Trinidense | 29  | 26 | 7  | 8  | 11 | 22 | 31 | -9  |
| 12º | Sport Colombia      | 28  | 26 | 6  | 10 | 10 | 20 | 25 | -5  |
| 13º | Deportivo Caaguazú  | 24  | 26 | 5  | 9  | 12 | 25 | 33 | -8  |
| 14º | 12 de Octubre (I)   | 22  | 26 | 3  | 13 | 10 | 24 | 37 | -13 |

|  | Ascendieron a Primera División |
|  | Descendidos                    |

1. ↑  Se le otorgan dos puntos más, tras ganar la protesta de su empate contra el Deportivo Caaguazú.
2. ↑  Se le descontaron 3 puntos por la inclusión en su formación de un futbolista de manera irregular en un partido, el cual había ganado.
3. ↑  Se le otorgan dos puntos más, tras ganar la protesta de su empate contra el Deportivo Caaguazú.
4. ↑  Se le otorgan tres puntos más, tras ganar la protesta de su derrota contra Cerro Porteño PF.
5. ↑  Se le otrorgan tres puntos más, tras ganar la protesta de su derrota contra el Deportivo Caaguazú.
6. ↑  Se le otorgan dos puntos más, tras ganar la protesta de su empate contra el Deportivo Caaguazú.
7. ↑  Se le descontaron 6 puntos por la inclusión en su formación a un futbolista de manera irregular, en cuatro partidos, de los cuales ganó uno y empató tres.

## Evolución de las posiciones
| Equipo / Fecha | 1  | 2  | 3  | 4  | 5  | 6  | 7  | 8  | 9  | 10 | 11 | 12 | 13 | 14 | 15 | 16 | 17 | 18 | 19 | 20 | 21 | 22 | 23 | 24 | 25 | 26 |
| -------------- | -- | -- | -- | -- | -- | -- | -- | -- | -- | -- | -- | -- | -- | -- | -- | -- | -- | -- | -- | -- | -- | -- | -- | -- | -- | -- |
| 12 Oct.        | 14 | 14 | 14 | 14 | 12 | 12 | 13 | 11 | 12 | 14 | 14 | 14 | 14 | 14 | 14 | 14 | 14 | 14 | 14 | 14 | 14 | 14 | 14 | 14 | 14 | 14 |
| Colegiales     | 7  | 12 | 9  | 9  | 10 | 10 | 12 | 12 | 9  | 11 | 9  | 9  | 8  | 11 | 10 | 10 | 12 | 9  | 7  | 7  | 7  | 8  | 9  | 9  | 7  | 7  |
| Cerro PF       | 11 | 5  | 4  | 4  | 4  | 3  | 1  | 1  | 1  | 1  | 1  | 3  | 1  | 1  | 1  | 2  | 1  | 2  | 1  | 1  | 2  | 1  | 1  | 2  | 2  | 1  |
| Caaguazú       | 10 | 11 | 12 | 12 | 13 | 13 | 11 | 9  | 10 | 10 | 12 | 12 | 12 | 13 | 12 | 12 | 10 | 7  | 10 | 10 | 11 | 9  | 7  | 13 | 13 | 13 |
| Capiatá        | 4  | 6  | 5  | 6  | 8  | 9  | 10 | 11 | 13 | 12 | 10 | 10 | 9  | 7  | 8  | 8  | 6  | 5  | 6  | 6  | 5  | 4  | 4  | 3  | 4  | 3  |
| Santaní        | 3  | 1  | 2  | 2  | 6  | 8  | 5  | 6  | 5  | 6  | 4  | 5  | 3  | 3  | 2  | 1  | 2  | 1  | 2  | 2  | 1  | 2  | 2  | 1  | 1  | 4  |
| F. Mora        | 1  | 4  | 3  | 3  | 5  | 7  | 4  | 5  | 4  | 5  | 7  | 7  | 7  | 6  | 7  | 7  | 8  | 10 | 12 | 11 | 9  | 10 | 10 | 7  | 9  | 9  |
| Gral Díaz      | 8  | 13 | 13 | 13 | 14 | 14 | 14 | 14 | 14 | 14 | 13 | 13 | 11 | 9  | 6  | 6  | 7  | 8  | 8  | 8  | 6  | 5  | 5  | 5  | 5  | 6  |
| River Plate    | 9  | 10 | 8  | 5  | 3  | 2  | 3  | 3  | 2  | 2  | 2  | 1  | 5  | 5  | 5  | 5  | 4  | 6  | 5  | 5  | 8  | 7  | 6  | 6  | 6  | 5  |
| S. Lorenzo     | 12 | 7  | 7  | 7  | 2  | 4  | 7  | 4  | 7  | 7  | 6  | 4  | 2  | 2  | 3  | 3  | 3  | 4  | 4  | 4  | 4  | 6  | 8  | 8  | 8  | 8  |
| Colombia       | 13 | 8  | 10 | 10 | 11 | 11 | 9  | 10 | 12 | 9  | 11 | 11 | 13 | 12 | 13 | 13 | 13 | 13 | 13 | 13 | 13 | 13 | 13 | 12 | 12 | 12 |
| Carapeguá      | 5  | 2  | 6  | 8  | 9  | 6  | 8  | 8  | 6  | 3  | 5  | 2  | 4  | 4  | 4  | 4  | 5  | 3  | 3  | 3  | 3  | 3  | 3  | 4  | 3  | 2  |
| Iteño          | 6  | 3  | 1  | 1  | 1  | 1  | 2  | 2  | 3  | 4  | 3  | 6  | 6  | 8  | 9  | 9  | 11 | 12 | 11 | 12 | 12 | 12 | 12 | 11 | 11 | 10 |
| Trinidense     | 2  | 9  | 11 | 11 | 7  | 5  | 6  | 7  | 8  | 8  | 8  | 8  | 10 | 10 | 11 | 11 | 9  | 11 | 9  | 9  | 10 | 11 | 11 | 10 | 10 | 11 |

|  | En zona de ascenso  |
|  | En zona de descenso |

## Final
Tras culminar el torneo, los clubes Cerro Porteño PF y Sportivo Carapeguá, finalizaron con la misma cantidad de puntos, por lo que se recurrieron a dos juegos para el desempate. El primero, el lunes, 3 de octubre, en el Estadio Teniente 1º Alcides González, en la ciudad de Carapeguá. El segundo partido se jugó el 9 de octubre en el Estadio Antonio Oddone Sarubbi en Ciudad del Este. 
| 3 de octubre de 2011, 16:00 | Sportivo Carapeguá | 1:2     | Cerro Porteño PF                    | Estadio Teniente 1º Alcides González, Carapeguá             |                                                             |
|                             | A. Silva 18'       | Reporte | G. Samaniego 11' · R. Caballero 68' | Asistencia: 2270 espectadores Árbitro(s): Arnaldo Samaniego | Asistencia: 2270 espectadores Árbitro(s): Arnaldo Samaniego |

| 9 de octubre de 2011, 19:00 | Cerro Porteño PF | 0:0     | Sportivo Carapeguá | Estadio Antonio Oddone Sarubbi, Ciudad del Este         |                                                         |
|                             |                  | Reporte |                    | Asistencia: 3675 espectadores Árbitro(s): Jorge Mercado | Asistencia: 3675 espectadores Árbitro(s): Jorge Mercado |

## Resultados
| L\V | 12O | ACO | CPF | DCZ | DCT | DSA | FDM | GED | RIV | SLO | SCO | SCA | ITE | TRI |
| 12O |     | 0:0 | 0:1 | 1:1 | 1:4 | 1:1 | 1:2 | 1:1 | 4:0 | 1:1 | 2:0 | 0:0 | 0:1 | 0:0 |
| ACO | 1:0 |     | 2:1 | 4:3 | 1:0 | 0:0 | 0:1 | 0:4 | 0:0 | 1:1 | 0:1 | 0:0 | 2:1 | 1:2 |
| CPF | 2:1 | 0:0 |     | 1:0 | 2:1 | 1:2 | 2:0 | 4:1 | 6:0 | 2:3 | 2:1 | 3:2 | 0:0 | 5:2 |
| DCZ | 4:1 | 2:2 | 1:1 |     | 0:2 | 0:0 | 1:1 | 0:1 | 1:1 | 1:1 | 1:1 | 1:1 | 1:0 | 0:0 |
| DCT | 1:0 | 2:1 | 1:2 | 2:1 |     | 1:1 | 1:1 | 1:1 | 5:1 | 2:2 | 1:1 | 2:1 | 1:1 | 3:0 |
| DSA | 1:1 | 1:1 | 0:0 | 1:0 | 1:1 |     | 3:0 | 1:1 | 2:1 | 2:1 | 2:1 | 2:1 | 1:0 | 1:1 |
| FDM | 4:0 | 0:0 | 3:0 | 1:2 | 2:1 | 1:2 |     | 0:2 | 2:1 | 2:2 | 1:1 | 1:1 | 1:0 | 2:1 |
| GED | 1:3 | 0:0 | 3:2 | 2:2 | 0:1 | 1:2 | 0:0 |     | 1:1 | 0:1 | 1:0 | 2:0 | 1:1 | 2:0 |
| RIV | 1:1 | 2:1 | 1:1 | 1:2 | 2:0 | 1:0 | 0:0 | 4:0 |     | 1:1 | 2:1 | 3:0 | 1:1 | 2:3 |
| SLO | 2:2 | 2:1 | 1:1 | 2:3 | 1:2 | 4:0 | 1:0 | 1:1 | 2:0 |     | 1:1 | 1:5 | 1:1 | 0:2 |
| SCO | 0:0 | 0:0 | 1:1 | 1:1 | 1:0 | 1:0 | 2:1 | 2:0 | 1:1 | 1:2 |     | 1:1 | 1:1 | 0:1 |
| SCA | 5:0 | 1:1 | 1:0 | 4:1 | 1:0 | 0:1 | 3:2 | 1:0 | 1:2 | 3:2 | 1:0 |     | 2:1 | 1:0 |
| ITE | 1:1 | 4:1 | 0:1 | 1:0 | 1:1 | 2:1 | 1:1 | 0:3 | 0:1 | 1:0 | 2:0 | 1:1 |     | 0:1 |
| TRI | 2:2 | 1:2 | 0:2 | 0:1 | 1:2 | 0:0 | 0:0 | 0:1 | 1:1 | 1:0 | 1:0 | 2:3 | 0:0 |     |

## Máximos goleadores
| Jugador             | Jugador            | Goles | Equipo              |
| ------------------- | ------------------ | ----- | ------------------- |
| Bandera de Paraguay | Marco Prieto       | 13    | Sportivo Carapeguá  |
| Bandera de Paraguay | Rogerio Leichtweis | 13    | San Lorenzo         |
| Bandera de Paraguay | Francisco López    | 11    | Cerro Porteño PF    |
| Bandera de Paraguay | Víctor Lugo        | 11    | Fernando de la Mora |
| Bandera de Paraguay | Ernesto Álvarez    | 10    | River Plate         |

## Campeón
|                            |
| Cerro Porteño PF 1º título |

## Público asistente
La tabla siguiente muestra la cantidad de pagantes que acumuló cada equipo en sus respectivos partidos. Se asigna el total del número de espectadores al equipo que fue local en el encuentro. 
| Pos | Equipo              | Pag    | PJL |
| --- | ------------------- | ------ | --- |
| 1º  | Sportivo Carapeguá  | 27.991 | 12  |
| 2º  | Deportivo Santaní   | 20.916 | 13  |
| 3º  | Cerro Porteño PF    | 11.821 | 13  |
| 4º  | Deportivo Capiatá   | 11.236 | 13  |
| 5º  | Deportivo Caaguazú  | 9.257  | 13  |
| 6º  | San Lorenzo         | 6.672  | 13  |
| 7º  | Sportivo Iteño      | 6.574  | 13  |
| 8º  | River Plate         | 6.385  | 13  |
| 9º  | Sport Colombia      | 3.181  | 13  |
| 10º | 12 de Octubre       | 3.124  | 12  |
| 11ª | Sportivo Trinidense | 2.409  | 13  |
| 12º | Fernando de la Mora | 2.400  | 13  |
| 13º | General Díaz        | 1.983  | 13  |
| 14º | Atlético Colegiales | 1.742  | 13  |

### Asistencia por partidos
A continuación, los diez partidos con mayor cantidad de pagantes.
| Posición | Partido                                    | Pagantes | Estadio                | Fecha |
| -------- | ------------------------------------------ | -------- | ---------------------- | ----- |
| 1ª       | Deportivo Santaní vs. Deportivo Capiatá    | 5.676    | Juan José Vázquez      | 25.ª  |
| 2ª       | Sportivo Carapeguá vs. Deportivo Santaní   | 3.759    | T. 1º Alcides González | 24.ª  |
| 3ª       | Sportivo Carapeguá vs. Deportivo Caaguazú  | 3.700    | T. 1º Alcides González | 26.ª  |
| 4ª       | Cerro Porteño PF vs. 12 de Octubre         | 3.345    | Cerro Porteño          | 26.ª  |
| 5ª       | Sportivo Carapeguá vs. Sport Colombia      | 3.287    | T. 1º Alcides González | 1.ª   |
| 6ª       | River Plate vs. Deportivo Santaní          | 2.992    | River Plate            | 26.ª  |
| 7ª       | Sportivo Carapeguá vs. River Plate         | 2.978    | T. 1º Alcides González | 4.ª   |
| 8ª       | Deportivo Capiatá vs. Sportivo Carapeguá   | 2.834    | Deportivo Capiatá      | 3.ª   |
| 9ª       | Sportivo Carapeguá vs. General Díaz        | 2.335    | T. 1º Alcides González | 2.ª   |
| 10ª      | Sportivo Carapeguá vs. Fernando de la Mora | 2.175    | T. 1º Alcides González | 6.ª   |

- Nota: En ninguna de las tablas se computa la entrada de los socios de cada club quienes ingresan sin pagar.